# Marcel Strauss
Marcel Strauss (* 15. August 1976 in Feuerthalen) ist ein ehemaliger Schweizer Radrennfahrer.
Zu den wichtigsten Erfolgen von Marcel Strauss gehören die beiden zweiten Plätze (2000, 2006) sowie ein dritter Platz bei den Schweizer Strassenmeisterschaften 2005. 1997 hatte er das Rennen Le Transalsace International (U23) für sich entschieden und 2000 den Giro della Svizzera Meridionale. Ausserdem belegte er 2000 einen zweiten Platz bei einer Etappe der Tour de Suisse. Dreimal (2003, 2004 und 2005) bestritt er den Giro d’Italia und zweimal (2005 und 2006) die Vuelta a España. 2007 gab er seinen Rücktritt bekannt, fuhr danach aber in der Saison 2008 noch einige Rennen für das Team Stegcomputer-CKT.